# Нил, Джон Мейсон
Джон Мейсон Нил (англ. John Mason Neale; 24 января 1818, Лондон, Англия — 6 августа 1866, Ист-Гринстед, Мид-Суссекс, Англия) — англиканский священник, учёный и гимнограф. Знаменит прежде всего, как автор и переводчик религиозных гимнов. Из его переводов наиболее известен английский текст гимна «Приди, приди, Иммануил» (создан частично Нилом и частично Генри Кофином).

## Биография
Нил родился в Лондоне 24 января 1818 года в семье священника Корнелиуса Нила и Сюзанны Нил, дочери Джона Мейсона Гуда. Был назван в честь пуританского клирика и поэта Джона Мейсона (1645—1694), его предка по женской линии. Учился в частной Шерборнской школе и Тринити-колледже в Кембридже, где (несмотря на то, что был признан лучшим в своём году обучения по классическим предметам), его недостатки в изучении математики помешали Нилу получить диплом с отличием.
В возрасте 22 лет Нил стал капелланом Даунинг-колледжа в Кембридже. Там он заинтересовался Оксфордским движением и, особенно церковной архитектурой, помог основать Кембридж-Кемденское общество (впоследствии известное как Экклезиологическое общество). Общество выступало за более ритуальное и религиозное украшение в церквях и было тесно связано с готическим возрождением.
Нил был рукоположён в 1842 году. Некоторое время служил священником в Кроли (Сассекс), но был вынужден уйти в отставку из-за хронической болезни лёгких. Следующей зимой он жил на Мадейре, где писал «Историю Восточной Церкви» (англ. History of the Eastern Church). В 1846 году, вернувшись в Англию Нил возглавил Сэквилл-колледж, богадельню в Ист-Гринстеде, где и работал до самой своей смерти.
В 1854 году Нил стал соучредителем Общества святой Маргариты, женского ордена в Англиканской церкви, посвящённого уходу за больными. Однако многие англикане в то время очень подозрительно относились ко всему, что ассоциировалось с римском католицизме. Всего девять лет назад, Джон Генри Ньюмен, один из лидеров Оксфордского движения, перешёл в Католическую церковь. Это подстегнуло подозрения, в том числе и в адрес Нила, в том что он агент Ватикана, которому поручено уничтожать англиканство, подрывая его изнутри. В 1857 году Нил был избит на похоронах одной из сестёр. Время от времени в адрес Нила звучали угрозы. Даже его докторская степень была предоставлена Тринити-колледжем из американского Коннектикута. Однако доброта Нила и его деятельность в конечном итоге завоевала доверие многих и Общество святой Маргарет не только выжило, но и процветало.
Нил также был главным основателем Ассоциации англиканских и восточных церквей, религиозной организации, созданной в 1864 году как церковный союз англиканства и восточного православия. В 1865 году были опубликованы «Гимны Восточной церкви» (англ. Hymns of the Eastern Church) под редакцией Джона Мейсона Нила.
Нил симпатизировал так называемой «высокой церкви». Он перевёл восточные литургии на английский язык и написал мистический и благочестивый комментарий к Псалтирам. Однако в первую очередь Нил известен как гениальный переводчик и гимнограф, обогативший английскую музыку многими древними и средневековыми гимнами, переведёнными с латинского и греческого языков. Например, мелодия рождественской песни «Добрый король Вацлав» берёт своё начало из средневекового латинского стихотворения Tempus adest floridum. Больше, чем кто-либо другой, Нил сделал для того, чтобы англоговорящее сообщество ознакомилось с многовековыми традициями латинского, греческого, русского и сирийского гимнописания. В издании 1875 года «Гимны Древние и Современные» содержится 58 гимнов переведённых Нилом, а «Английский гимн» (1906) содержит 63 переведённых им гимнов и шесть оригинальных.
Среди переведённых Нилом гимнов есть такие известные как All Glory, Laud and Honour, A Great and Mighty Wonder, O come, O come, Emmanuel, Of the Father's Heart Begotten, Sing, My Tongue, the Glorious Battle и To Thee Before the Close of Day.
Нил скончался 6 августа 1866 года и был похоронен на кладбище Св. Свитуна в Ист-Гринстеде.

## Работы
Гимны и песни
Самым долговечным и широко известным наследием Нила, вероятно, является его вклад в рождественский репертуар, в первую очередь, рождественские песни Good Christian Men, Rejoice, Good King Wenceslas и O come, O come, Emmanuel. Нил также написал гимн A Great and Mighty Wonder.
Сборники гимнов
- Hymni ecclesiae e breviariis: quibusdam et missalibus gallicanis, germanis, hispanis, lusitanis (1851)
- Hymnal Noted (Novello, Ewer and Company, 1851)
- Accompanying Harmonies to The Hymnal Noted (1852),  составлен и отредактирован Нилом и Томасом Хелмором[англ.], опубликовано Экклезиологическим обществом и Novello, Ewer
- Sequentiae ex missalibus : Germanicis, Anglicis, Gallicis, Aliisque medii aevi, collectae (1852)
- Mediaeval Hymns and Sequences (1862), составлен и отредактирован Нилом
- Seatonian poems (1864)
- Hymns of the Eastern Church, translated with Notes and an Introduction (1870), составлен и отредактирован Нилом

Богословские и исторические работы
- A History of the Holy Eastern Church (1847)
- An Introduction to the History of the Holy Eastern Church (1850, 2 vols)
- A short commentary on the Hymnal noted; from ancient sources (1852)
- The Bible, and the Bible only, the religion of protestants, a lecture (1852)
- The ancient liturgies of the Gallican Church: now first collected, with an introductory dissertation, notes, and various readings, together with parallel passages from the Roman, Ambrosian, and Mozarabic rites (1855)
- Mediæval preachers and mediæval preaching (1856)
- A history of the so-called Jansenist church of Holland; with a sketch of its earlier annals, and some account of the Brothers of the common life (1858)
- Voices from the East, documents on the present state and working of the Oriental Church (1859)
- Essays on Liturgiology and Church History (1863)
- A commentary on the Psalms by John Mason Neale and Richard Frederick Littledale (1868)
- A History of the Holy Eastern Church (1873)
- A Commentary on the Psalms: From Primitive and Mediaeval Writers by John Mason Neale and Richard Frederick Littledale (1874)

Книги, связанные с Cambridge Camden Society
- The history of pews: a paper read before the Cambridge Camden Society on Monday, November 22, 1841: with an appendix containing a report presented to the Society on the statistics of pews, on Monday, December 7, 1841 (1841)
- A few words to churchwardens on churches and church ornaments (1842)
- The symbolism of churches and church ornaments: a translation of the first book of the Rationale divinorum officiorum (1843) by John Mason Neale and Benjamin Webb
- Theodora Phranza; or, the Fall of Constantinople Архивная копия от 13 января 2018 на Wayback Machine (1857)